# واغیناک مانداکونی
واغیناک کریستاپوری مانداکونی (ارمنی: Վաղինակ Քրիստափորի Մանդակունի؛ زاده ۱۲ ژوئن ۱۹۲۹ - درگذشته ۲۱ دسامبر ۱۹۹۰) نقاش اهل ارمنستان بود.

## زندگی‌نامه
وی در ۱۲ ژوئن ۱۹۲۹ در ایروان در به دنیا آمد و از انستیتو دولتی هنری و نمایشی ایروان (۱۹۵۵) فارغ‌التحصیل گشت. وی همچنین برنده جوایزی همچون نقاش شایسته ارمنستان شوروی (۱۹۷۱) شد. وی در ۲۱ دسامبر ۱۹۹۰ در سن سالگی در ایروان درگذشت.